# Julián Balduz Calvo
Julián Balduz Calvo (Tudela, Navarra, 21 d'agost de 1942) és un polític navarrès, que fou el primer alcalde de Pamplona de la democràcia.

## Biografia
Enginyer industrial, va ser el primer alcalde de Pamplona de la democràcia, (a la que va accedir amb només 36 anys, el més jove fins avui) entre 1979 i 1987, encapçalant la candidatura del PSOE (primer com PSE-PSOE i des de 1982 Partit Socialista de Navarra, PSN-PSOE).
A les eleccions municipals de 1979 va obtenir cinc regidors i va accedir a l'alcadia amb el suport d'HB (7) i PNB (2), en negar-se els socialistes a fer costat al candidat d'HB Patxi Zabaleta per accedir a l'alcaldia, aquests i els nacionalistes bascos van decidir recolzar Balduz.
A les eleccions municipals de 1983 va obtenir 11 regidors i va aconseguir l'alcaldia amb el suport del seu propi grup i en ser la llista més votada.
Quan va acabar la seva segona legislatura, l'any 1987, va decidir retirar-se de la política, però el partit no li ho va deixar fer i va rebre càrrecs d'importància en el partit.

Ell deia: 
| « | Un alcalde ha de saber retirar-se en el moment oportú, que és quan coneixes a la perfecció la ciutat, la seva forma de vida, i tot el que es refereix a ella. Cert és que si avui hagués estat, hauria repetit ser el cap de llista socialista per a l'ajuntament de Pamplona, ja que era molt popular i la gent sempre es va sentir a gust amb mi. | » |

| « | Jo crec que si m'hagués presentat en 1987, hagués sortit alcalde novament, almenys mantenint aquest magnífic nombre d'edils que aconseguim quatre anys abans, i podent arribar a grans pactes amb altres partits d'esquerres i progressistes. | » |

Balduz, dels alcaldes que hi ha hagut a Pamplona, ha estat molt popular i volgut per la ciutat.
L'etapa de Balduz al capdavant de l'alcaldia, la primera alcaldia escollida democràticament des de la Segona República, és considerada com una de les més brillants de Pamplona per la millora i creació de nombrosos serveis (esportius, sanitaris, educatius, espais verds...).
Igualment, entre 1979 i 1983 va ser Parlamentari Foral i entre 1986 i 1987 va ser Senador per Navarra, sempre en les llistes del PSN-PSOE.
Entre 1987 i 1991, va ser Conseller d'Indústria, Comerç i Turisme del Govern de Navarra, al segon govern presidit per Gabriel Urralburu Tainta.
Entre 1991 i 1999, va ser Gerent de la Universitat Pública de Navarra.
Actualment, està retirat de la política activa, però se li pot veure als congressos socialistes i participa en mítings i altres organitzacions internes del partit.